# امیر هوشنگ جزی‌زاده
امیر هوشنگ جزی زاده، زاده ۷ اردیبهشت ۱۳۱۲ خورشیدی در اصفهان و از هنرمندان نامدار ایرانی است، در مینیاتور (نقاشی ایرانی)، طراحی نقشه قالی، طراحی نقوش ایرانی (قالی، کاشی، سرامیک، صنایع دستی چوبی و فلزی). او پیشینه ای بیش از ۷۰ سال فعالیت هنری دارد.

## زندگانی
امیرهوشنگ جزی‌زاده، ۷ اردیبهشت ۱۳۱۲ خورشیدی در اصفهان، در خانواده‌ای هنر دوست به دنیا آمد. پدربزرگش (پدرِ پدرش)، «آخوندگزی»، از قاضیان معروف اصفهان بود و پدرِ مادرش، «آقا محمد علی مذهب» از هنرمندان نامدار بود. از هفت سالگی نزد دایی اش، «محمود تذهیبی» به فراگیری نقاشی پرداخت و در دوازده سالگی به توصیه پدرش نزد استاد جواد رستم شیرازی رفت که ایشان نقش شگرفی در پرورش وی داشت. با این پیشینه و با علاقه‌ای که به هنر نقاشی داشت در سال ۱۳۲۸ به هنرستان هنرهای زیبا اصفهان رفت و به پیشنهاد عیسی بهادری وارد دوره نقاشی ایرانی گشت.
توانست در زمان ۴ سال دوره ۶ ساله آنجا را با موفقیت به پایان رساند. با استفاده از بورس تحصیلی به انگلستان سفر کرد و در لندن دروه شش ماه تکمیلی طراحی و سرامیک را گذراند. از استادان وی می‌توان به جواد رستم شیرازی، میرزا آقا امامی، حاج مصور الملکی و محمد ناصر صفا اشاره کرد که نقش جواد رستم شیرازی در پرورش وی پر رنگ تر بوده است.
وی پس از دریافت دیپلم به استخدام آموزش و پرورش درآمد و ۴ سال در آنجا فعالیت نمود. سپس به درخواست عیسی بهادری که سرپرست هنرستان هنرهای زیبا اصفهان بود به وزارت فرهنگ منتقل شد و در این هنرستان به آموزش طراحی فرش مشغول گشت. همکاری وی با عیسی بهادری نزدیک به ۲۶ سال ادامه داشت. وی از استادان برجسته هنرستان بود که با حضورش در این مرکز هنری شاگردان بسیاری را تربیت نمود و در هنرستان هنرهای زیبای دختران نیز مینیاتور تدریس می‌کرد. همچنین وی مدتی مدیر هنرستان هنرهای زیبا اصفهان و سال‌ها سرپرست کارگاه‌های هنری این هنرستان بوده است.
در ششمین نمایشگاه دو سالانه نگارگری ایران که در سال۱۳۸۵ برگزار گشته بود نیز به عنوان یکی از اعضای هیئت انتخاب شرکت داشت. در این نمایشگاه اثری از وی به نام «اژدها، خرگوش و آهو» به عنوان یکی از پدران آثار جدید در سرسرای ورودی به نمایش درآمد.
جزی زاده در سومین جشنواره ملی جلوه‌های رضوی که در سال ۱۳۸۷ برگزار شد، در بخش هنرهای سنتی به عنوان داور شرکت داشت.
همچنین وی در اردیبهشت ماه سال ۱۳۸۸ هم‌زمان با همایش ملی شاهنامه در بخش هنری شرکت کرد و داستان «بیژن و منیژه» و «بهرام گور و آزاده در شکارگاه» را به تصویر کشید.
وی دو سفر پژوهشی به آمریکا داشته که در موزه‌ها و کتابخانه‌های آنجا به تحقیق و مطالعه پرداخته است. جزی زاده در دانشگاه‌های: جهاد دانشگاهی اردکان، دانشکده هنر و معماری یزد، دانشگاه پردیس و دانشگاه آزاد نجف آباد در رشته فرش سابقه تدریس دارد.

## سبک کاری
وی در آثارش پیرو سبک اصفهان است و رنگ نقش اصلی طراحی‌هایش را ایفا نمی‌کند. قدرت قلم‌گیری ویژه‌ای دارد که در هنگام استفاده از تک رنگها این قدرت نمود بیشتری پیدا می‌کند.

## نگهداری آثار
نام چند اثر معروف وی چنین می‌باشد: «چشم دل باز کن»، «باده فروشان»، «مرد و خروس» و «دو دلداده». نزدیک به پنجاه سال پیش آثارش از سوی سران دولتی به پادشاه بلژیک و ولیعهد ژاپن اهدا گشت.
آثار وی در کاخ باکینگهام لندن، کاخ پادشاهی بلژیک، کاخ پادشاهی فنلاند، دفتر بی ینال اروپایی ـ آسیایی ترکیه، موزه هنرهای ملی، موزه هنرهای معاصر تهران، موزه بنیاد شهید و دفتر مجله فصلنامه هنر ثبت و نگهداری می‌شود.

## نمایشگاه
وی تاکنون در ده‌ها نمایشگاه داخلی و خارجی شرکت داشته است. نمایشگاه‌هایی در کشورهای آمریکا، بلژیک، انگلستان، فرانسه، ایتالیا، آلمان، فیلیپین، الجزایر، مراکش، هندوستان، چین، عمان، ترکمنستان، ازبکستان و ترکیه برگزار نموده است.
همچنین در بیش از ۲۵ نمایشگاه داخلی به ویژه در تهران آثارش را به نمایش گذاشته که نمایشگاه برگزار شده در فرهنگستان هنر در سال ۱۳۸۲ و نمایشگاهی در موزه هنرهای معاصر اصفهان در بهار سال ۱۳۸۸از آن جمله می‌باشند.

## جایزه‌ها
- دریافت نشان درجه یک هنری، در رشته مینیاتور (نقاشی ایرانی)، معادل با دکترا؛ از: وزارت فرهنگ و ارشاد ایران.
- نشان نقره نمایشگاه بروکسل ۱۹۵۸
- نشان دولت الجزایر
- دیپلم بی ینال اروپایی - آسیایی ترکیه